# Voting Rights Act

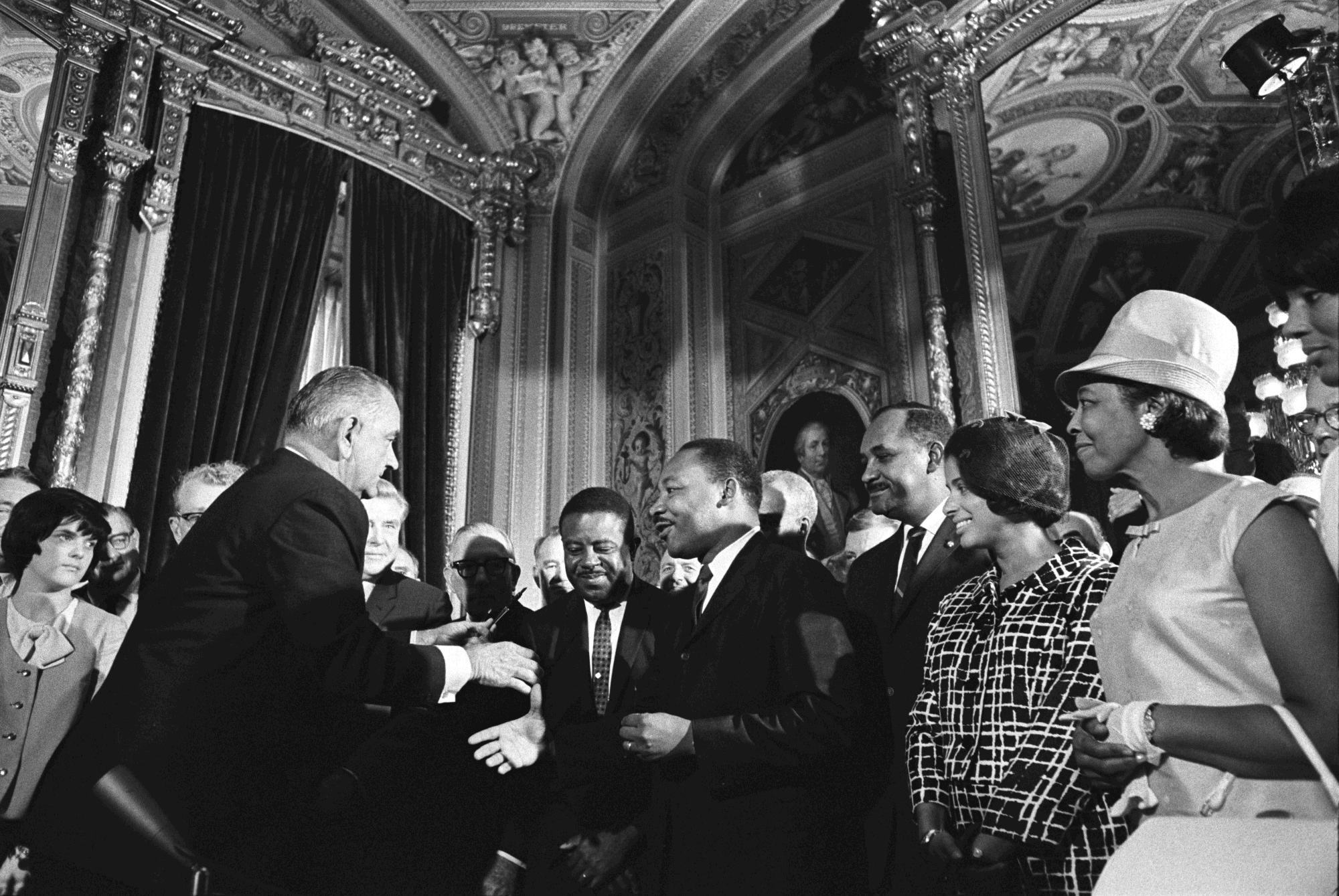
Il presidente Lyndon B. Johnson incontra Martin Luther King, Jr. alla firma del Voting Rights Act del 1965

Il Voting Rights Act è una legge considerata come punto di riferimento della legislazione federale negli Stati Uniti che proibisce la discriminazione razziale nel voto. La legge è stata firmata il 6 agosto 1965 dall'allora Presidente Lyndon B. Johnson, e il Congresso ha successivamente modificato la legge cinque volte per ampliare le sue protezioni. Progettata per far rispettare i diritti di voto garantiti dal quattordicesimo e quindicesimo emendamento della Costituzione degli Stati Uniti, la legge garantiva il diritto di voto alle minoranze razziali in tutto il paese, in particolare negli stati del sud.
Secondo il dipartimento di Giustizia degli Stati Uniti, la norma è il pezzo più efficace della legislazione federale sui diritti civili mai adottata nel paese.
La legge contiene numerose disposizioni che regolamentano le elezioni. La sezione 2 è una disposizione generale che vieta a ogni Stato e governo locale di imporre qualsiasi legge di voto che comporti discriminazioni contro le minoranze razziali o linguistiche. Altre disposizioni generali vietano le prove di alfabetizzazione e disposizioni analoghe che, nel tempo, sono stati utilizzati per privare le minoranze razziali del diritto di voto.
Nel 2013 una delle sezioni della legge è stata decurtata per decisione della Corte Suprema (caso Shelby County v. Holder).